# Języki japońskie
Języki japońskie (in. języki japoniczne) – rodzina językowa, której zasięg terytorialny jest ograniczony do Japonii, Palau oraz do diaspory japońskiej.

## Klasyfikacja języków japońskich
Do języków japońskich zaliczają się następujące języki:
- Język japoński
- Języki riukiuańskie (in. język luczuański)
  - Język amami-okinawa (in. język północnoriukiuański)
    - Język kikaijima
    - Język amami-ōshima
      - Język amami-ōshima (północny) (górny)
      - Język amami-ōshima (południowy) (dolny)

    - Język tokunoshima
    - Język okinoerabu
      - Język okinoerabu (zachodni)
      - Język okinoerabu (wschodni)

    - Język yoron
    - Język kunigami (in. język północnookinawski)
    - Język południowookinawski

  - Język sakishima (in. język południoworiukiuański)
    - Języki miyako
      - Język miyako
      - Język irabo
      - Język tarama

    - Język yaeyama

  - Język yonaguni

## Pochodzenie języków japońskich
Ewentualne pokrewieństwo języków japońskich z innymi językami świata nie jest ustalone. Istnieją hipotezy lokujące języki koreański oraz języki japońskie w rodzinie języków ałtajskich bądź też wskazujące na mieszane pochodzenie języków japońskich od języków ałtajskich oraz austronezyjskich (z przewagą języków austronezyjskich). Hipotezy umieszczające języki japońskie w rodzinie języków drawidyjskich „niewiele się zdają mieć z nauką wspólnego”.

## Zasięg występowania języków japońskich
Zasięg terytorialny jest ograniczony do Wysp Japońskich oraz do diaspory japońskiej, której największe skupisko występuje na terenie Stanów Zjednoczonych (ok. 1 mln). Językami japońskimi posługuje się około 120 mln osób (w tym około 900 tys. językami riukiuańskimi).